# نيلي غراي
نيلي غراي هو شخصية أعمال وسياسي أمريكي، ولد في 25 فبراير 1818، وتوفي في 15 مايو 1867.